# XOXO (festival)
XOXO est un festival et conférence annuel, ayant lieu à Portland (Oregon, États-Unis), fondé en 2012 par Andy Baio et Andy McMillan, s'autodécrivant comme étant un « festival expérimental pour les artistes indépendants vivant et travaillant en ligne ».
Alors que sa première édition a été financée par la vente de tickets prépayés et autres contributions via Kickstarter, le XOXO est qualifié par The Verge, en 2016, comme « le meilleur festival du net ».
Le festival a eu lieu tous les ans entre 2012 et 2019 (sauf en 2017). En effet, depuis 2019 et la crise sanitaire liée au COVID-19, aucune nouvelle édition n'a été programmée.

## Historique des éditions

### 2012
Cette première édition ayant eu lieu au Yale Union Laundry Building, de Portland, en septembre a rassemblé environ 400 participants.
Elle comprend aussi plusieurs événements en parallèles dont des concerts, des projections de films, une salle d'arcade de jeux vidéo indépendants, un marché et des stands de nourriture.
Le projet Kickstarter à l'origine de XOXO a vu ses 400 places être vendues en seulement 2 jours.
Les journalistes et blogueurs ont souligné une « liste impressionnante d'intervenants » et une « ambiance intimiste » absente des autres conférences autour des technologies.
Toutefois, Ruth Brown écrit que « le public était majoritairement des hommes blancs, de classe moyenne, instruits ».

### 2013
Cette deuxième édition a elle aussi lieu au Yale Union Laundry Building de Portland, avec des intervenants, des ateliers, des projections de films, des spectacles musicaux, des événements autour du jeu vidéo, ainsi qu'un marché.
Pour répondre à l'intérêt grandissant que suscite le festival, bien qu'encore de taille modeste (500 entrées pour les conférences et 200 pour les autres événements), la mise en place d'un questionnaire visant à faire le tri entre les commerçants et les participants est alors nécessaire.
Cette édition comprend un large marché, une zone Arcade plus grande, une soirée jeux de plateau, ainsi que l'utilisation d'un système de sondage/loterie.
Baio la décrit comme étant « sur les artistes, hackers et artisans utilisant le net pour vivre de leur passion de manière indépendante et sans sacrifier la créativité ou le contrôle financier ». Alors que Portland Monthly compare l'événement au South by Southwest (SXSW), Matthew Haughey affirme que tandis que les intervenants du SXSW sont « occupés à vendre des technologies », ceux du XOXO « créent des choses ».

### 2014

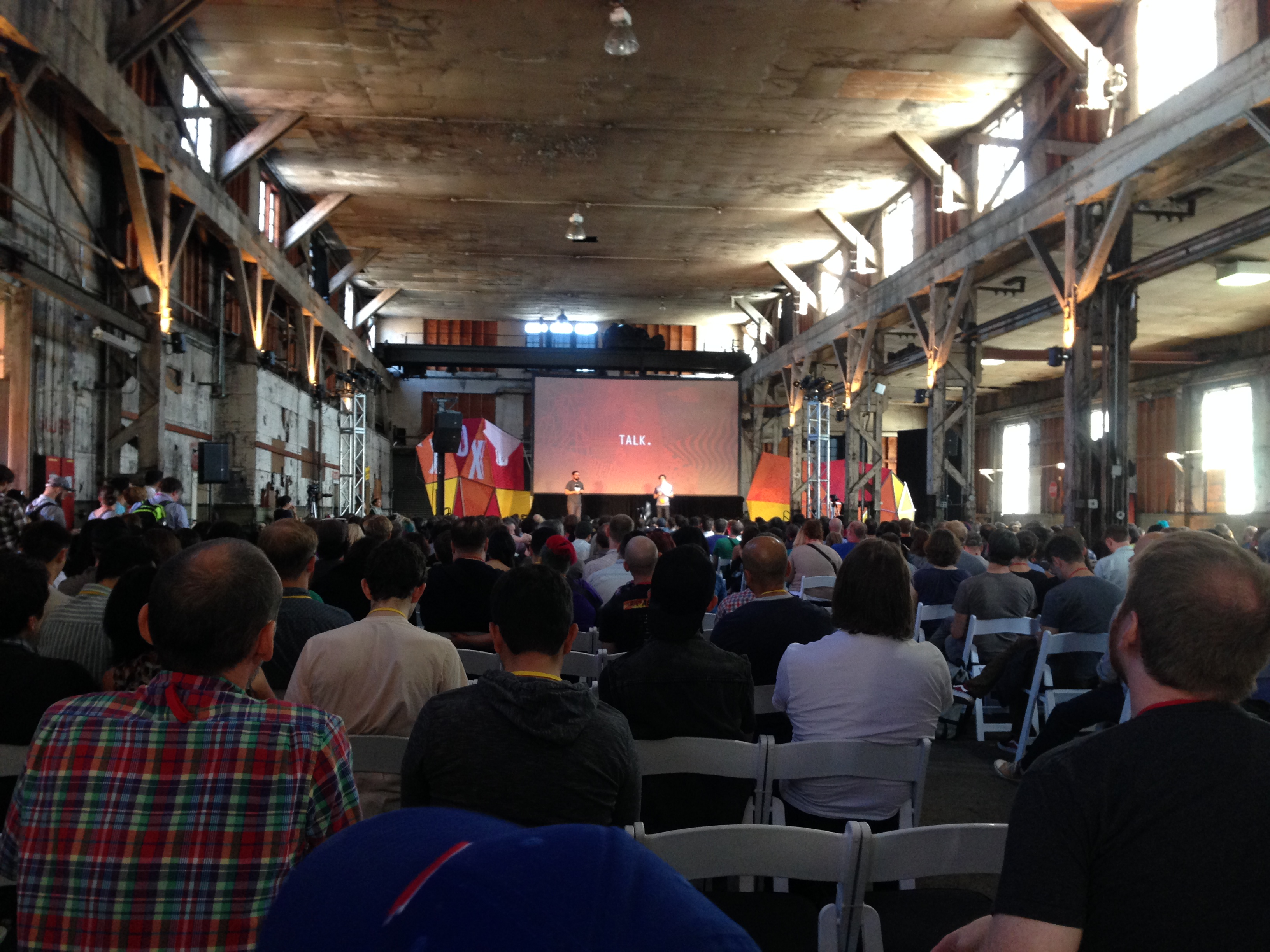
XOXO 2014 inside The Redd

Le XOXO 2014 a eu lieu à The Redd, une ancienne usine d'emboutissage de métaux, dans une zone industrielle du Sud-Est de Portland.
Cette édition marque un changement de ton pour aborder les aspects plus sombres d'être un créateur indépendant travaillant sur Internet, ainsi qu'en ajoutant une Story et une soirée de podcasts en direct.
Parmi les conférenciers de cette édition se trouve Anita Sarkeesian, dont l'intervention a été troublée par le mouvement du Gamergate, notamment avec un contestataire ayant franchis l'enceinte du festival et l'intervention de la police de Portland sur les lieux.

### 2015
L'édition 2015 du XOXO 2015 a eu lieu au Revolution Hall à Portland, Oregon
À l'occasion de cette nouvelle édition, une scène extérieure est construite pour deux soirées de musique, des passes subventionnées sont ajoutés, ainsi qu'une transcription en direct, une garderie gratuite et un Slack XOXO pour rester connecté toute l'année.
Selon Engadget, beaucoup de débats étaient « basés sur les émotions... centrés sur problèmes à être indépendant ». The Guardian explique la popularité du festival à « sa douceur, ses sous-entendus émotionels et sa pensée conservatrice, ainsi que son engagement à soutenir des artistes indépendants face aux entreprises ».

### 2016
L'édition 2016 XOXO a eu lieu au Revolution Hall avec un total de 1 200 participants.
The Verge décrit le XOXO comme étant « le meilleur festival du net » et souligne le souci du détail, l'attention portée à la diversité and curation,.
Une pause est annoncée avant de revenir à Revolution Hall. Cette pause a été marquée par la générosité de la communauté : en offrant gratuitement 10% des billets aux participants à faible revenu et en collectant plus de 50 000 $ pour nos voisins sans-abri.

### 2018
Après une année d'absence, la sixième édition du XOXO s'est tenue au Veterans Memorial Coliseum, du 6 au 9 septembre, avec près de deux fois la taille des années précédentes, soit environ 2 300 participants,.
Ce festival a débuté avec un discours d'ouverture de la comédienne Cameron Esposito sur la production de son spectacle de stand-up "Rape Jokes" et s'est conclu par un concert surprise de Lizzo sur la scène principale du festival, où elle a étonné les participants en effectuant un karaoké au Blue Ox Bar (un bar éphémère spécialement créé pour l'événement). D'autres installations sur place comprenaient un speakeasy secret, accessible uniquement en résolvant une série d'énigmes via des cabines téléphoniques dispersées dans l'enceinte et "Dear Future Me", une installation interactive de l'illustratrice Alice Lee invitant les participants à envoyer une carte postale à leur futur moi.
Enfin, notons de nouveaux événements comme Art+Code and Comics, un programme de passes subventionnées élargi.

### 2019
L'édition 2019 du XOXO retourne à un format plus réduit en ayant lieu au Revolution Hall, avec seulement 1 200 participants, justifié par les organisateurs par une volonté d'un événement plus confortable, accessible et intimiste. Cette édition comprend toutefois deux soirées d'Arcade et de jeux de plateaux.

### 2020–2022
L'édition 2020 du XOXO est annulée à cause de la crise sanitaire liée au COVID-19. En outre, dans une interview du Willamette Week, le cofondateur du festival Andy Baio annonce qu'en raison de la durée incertaine de cette pandémie, « Le dernier XOXO aura peut-être été le dernier ». Aucune édition n'a été programmée en 2021 et 2022 pour les mêmes motifs.

## Projet annexe
En juin 2015, les organisateurs du XOXO annoncent l'ouverture d'un espace de travail partagé, dans un bâtiment de 13 000 m² du quartier industriel du centre-est de Portland, pour « rassembler certains des projets et personnalités préférés des arts indés et technologies sous le même toit ». Ledit espace partagé a été ouvert de février à décembre 2016.

## References
1. 1 2  « XOXO Festival », sur XOXO Festival, XOXO (consulté le 7 juillet 2020)
2. 1 2  Casey Newton, « Our favorite discoveries from the internet's best festival », sur The Verge, 11 septembre 2016
3. 1 2  Ryan Gantz, « The Dream of the Internet is Alive in Portland: Inside the XOXO Festival », The Verge,‎ 19 septembre 2012 (lire en ligne, consulté le 30 décembre 2012)
4. ↑  Jenna Wortham et David F. Gallagher, « XOXO: A Festival of Indie Internet Creativity », New York Times Bits Blog,‎ 18 septembre 2012 (lire en ligne, consulté le 30 décembre 2012)
5. ↑  Ruth Brown, « Reflections on the XOXO Festival », sur Willamette Week, 18 septembre 2012 (consulté le 28 septembre 2014)
6. ↑  Luke Larsen, « Technology, creativity cross at XOXO », The Oregonian,‎ 20 septembre 2013 (lire en ligne, consulté le 10 novembre 2013)
7. 1 2  Rachel Edidin, « The Record-Breaking XOXO Festival Returns to Cross-Pollinate Art and Tech », Wired,‎ 20 septembre 2013 (lire en ligne, consulté le 10 novembre 2013)
8. ↑  Marty Patall, « How the XOXO Festival Charms Cutting-Edge Thinkers », Portland Monthly,‎ 3 septembre 2013 (lire en ligne, consulté le 10 novembre 2013)
9. 1 2  Casey Newton, « A tiny gathering of artists has become the most interesting weekend in tech », sur The Verge, 16 septembre 2014 (consulté le 27 août 2017)
10. ↑  « XOXO », sur 2015.xoxofest.com (consulté le 27 août 2017)
11. ↑  Nicole Lee, « How an independent art and technology festival captured my heart », sur Engadget (consulté le 22 janvier 2016)
12. ↑  Jemima Kiss, « Makerbase and the mission to dispel tech's 'founders' myths », sur The Guardian, 28 octobre 2015 (consulté le 22 janvier 2016)
13. ↑  « XOXO », sur xoxofest.com (consulté le 27 août 2017)
14. ↑  Casey Newton, « In praise of the internet's best festival, which is going away », sur The Verge, 12 septembre 2016
15. ↑  « Bringing XOXO Back », sur XOXO Blog (consulté le 6 janvier 2019)
16. ↑  « Patronage at XOXO », sur XOXO Blog (consulté le 7 janvier 2019)
17. ↑  Suzette Smith, « XOXO Fest, Day 1: FREE Carly Rae Jepsen Soda, the Albina Vision Project, Cameron Esposito's Rape Jokes », sur Portland Mercury (consulté le 8 janvier 2019)
18. ↑  Andrea Damewood, « Snapshots of the Coolest Things at XOXO Fest 2018 », sur Portland Mercury (consulté le 8 janvier 2019)
19. ↑  « Return to Form », sur XOXO Blog, XOXO (consulté le 16 septembre 2019)
20. ↑  Matthew Singer, « This Year's XOXO Festival Got Canceled Early in the Pandemic. Co-Founder Andy Baio Isn't Sure It'll Ever Return. », Willamette Week,‎ 23 mai 2020 (lire en ligne)
21. ↑  « XOXO Outpost », sur XOXO Outpost, XOXO (consulté le 30 décembre 2016)

### Programmations
1. ↑  (en) « 2012 · XOXO », sur xoxofest.com (consulté le 25 août 2022)
2. ↑  (en) « 2013 · XOXO », sur xoxofest.com (consulté le 25 août 2022)
3. ↑  (en) « 2014 · XOXO », sur xoxofest.com (consulté le 25 août 2022)
4. ↑  (en) « 2015 · XOXO », sur xoxofest.com (consulté le 25 août 2022)
5. ↑  (en) « 2016 · XOXO », sur xoxofest.com (consulté le 25 août 2022)
6. ↑  (en) « 2018 · XOXO », sur xoxofest.com (consulté le 25 août 2022)
7. ↑  (en) « 2019 · XOXO », sur xoxofest.com (consulté le 26 août 2022)